# Нагрудний знак «За зразкову службу»
Нагрудний знак «За зразкову службу» — відомча заохочувальна відзнака Міністерства оборони України.
Знак є аналогом медалі «За зразкову службу у Збройних Силах України», що входила до діючої до 2012 року попередньої системи відзнак Міністерства оборони України (але на відміну від медалі знак має лише один ступень).

## Історія нагороди
30 травня 2012 року Президент України В. Ф. Янукович видав Указ, яким затвердив нове положення про відомчі заохочувальні відзнаки; міністрам, керівникам центральних органів виконавчої влади, керівникам (командувачам) військових формувань, державних правоохоронних органів було доручено забезпечити в установленому порядку перегляд актів про встановлення відомчих заохочувальних відзнак, приведення таких актів у відповідність із вимогами цього Указу. Протягом 2012—2013 років була розроблена нова система заохочувальних відзнак, що була затверджена наказом Міністерства оборони України від 11 березня 2013 року № 165 «Про відомчі заохочувальні відзнаки Міністерства оборони України». Серед інших наказом була встановлена відзнака — нагрудний знак «За зразкову службу».

## Положення про відзнаку
- Відзнакою — нагрудний знак «За зразкову службу» — нагороджуються військовослужбовці Збройних Сил України за зразкове виконання військового обов'язку, підтримання високої бойової готовності військ (сил), високу професійну майстерність, проявлену під час навчань, бойового чергування (чергування), інспекційних (контрольних) перевірок, самовідданість і стійкість, виявлені під час проходження військової служби, та які за підсумками навчального року оцінені на «відмінно».
- Протягом календарного року кількість нагороджених не може перевищувати 3000 осіб.

## Опис відзнаки
- Нагрудний знак має вигляд хреста з чотирьох пучків розбіжних променів різної довжини та форми білого металу. Посередині хреста розміщено малий Державний Герб України на тлі схрещених мечів вістрями угору, оточених дубово-калиновим вінком. Щит малого Державного Герба України покрито емаллю синього кольору. У нижній частині вінка фігурна стрічка, покрита напівпрозорою емаллю малинового кольору, з написом: «ЗА ЗРАЗКОВУ СЛУЖБУ». Зображення мечів та вінка, пружок стрічки та літери напису — жовтого металу.
- Усі зображення і напис рельєфні.
- Розмір нагрудного знака — 45×45 мм.
- Зворотний бік нагрудного знака злегка увігнутий із застібкою для прикріплення до одягу.
- Планка нагрудного знака являє собою металеву пластинку, обтягнуту стрічкою. Розмір планки: ширина — 28 мм, висота — 12 мм. Стрічка нагрудного знака шовкова муарова з поздовжніми смужками: жовтого кольору шириною 7 мм, малинового — шириною 4 мм, жовтого — шириною 1 мм, синього — шириною 4 мм, жовтого — шириною 1 мм, малинового — шириною 4 мм, жовтого — шириною 7 мм.

## Порядок носіння відзнаки
- Нагрудний знак «За зразкову службуи» носиться з правового боку грудей і розміщується нижче державних нагород України, іноземних державних нагород, після нагрудного знака «Знак пошани».
- За наявності в особи декількох нагрудних знаків носяться не більше трьох таких знаків.
- Замість нагрудних знаків та медалей нагороджений відомчими відзнаками може носити планки до них, які розміщуються після планок державних нагород України, іноземних державних нагород.